# Lidija Tichomirowa
Lidija Tichomirowa (ros. Лидия Тихомировa) – radziecka kolarka torowa, brązowa medalistka mistrzostw świata.

## Kariera
Największy sukces w karierze Lidija Tichomirowa osiągnęła w 1962 roku, kiedy na mistrzostwach świata w Mediolanie zdobyła brązowy medal w indywidualnym wyścigu na dochodzenie. W zawodach tych wyprzedziły ją jedynie Brytyjka Beryl Burton oraz Belgijka Yvonne Reynders. Był to jedyny medal wywalczony przez Tichomirową na międzynarodowej imprezie tej rangi. Nigdy nie wystartowała na igrzyskach olimpijskich (kobiety zaczęły rywalizację olimpijską w kolarstwie w 1984 roku).